# السر المسيحاني

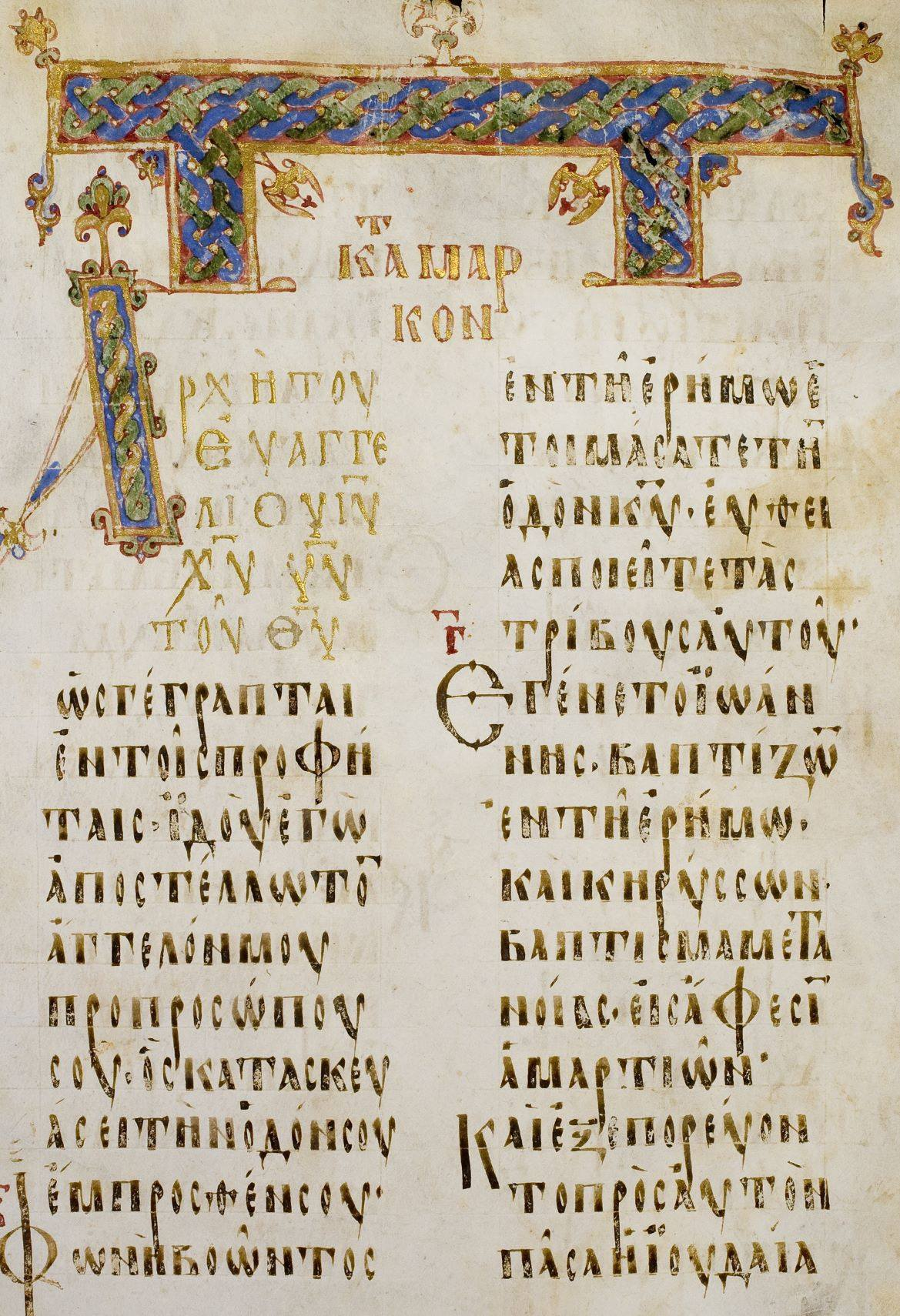

السر المسيحاني يشير إلى أن عيسى/يسوع أمر أتباعه بعدم الإعلان للآخرين أنه المسيح، كما في مقاطع معينة من العهد الجديد وخاصة في إنجيل مرقس. وقد حاول علماء العهد الجديد منذ William Wrede  تفسير السبب.

## الحوادث في العهد الجديد
في إنجيل مرقس 8: 27-30
```
27 ثُمَّ تَوَجَّهَ يَسُوعُ وَتَلاَمِيذُهُ إِلَى قُرَى قَيْصَرِيَّةِ فِيلِبُّسَ. وَفِي الطَّرِيقِ، سَأَلَ تَلاَمِيذَهُ: «مَنْ يَقُولُ النَّاسُ إِنِّي أَنَا؟» 
28 فَأَجَابُوهُ: «(يَقُولُ بَعْضُهُمْ) إِنَّكَ يُوحَنَّا الْمَعْمَدَانُ، وَغَيْرُهُمْ إِنَّكَ إِيلِيَّا، وَآخَرُونَ إِنَّكَ وَاحِدٌ مِنَ الأَنْبِيَاءِ». 
29 فَسَأَلَهُمْ: «وَأَنْتُمْ، مَنْ تَقُولُونَ إِنِّي أَنَا؟» فَأَجَابَهُ بُطْرُسُ: «أَنْتَ الْمَسِيحُ!» 
30 فَحَذَّرَهُمْ مِنْ أَنْ يُخْبِرُوا أَحَداً بِأَمْرِهِ.
```

في إنجيل لوقا 8: 10
```
10 فَقَالَ: «لَكُمْ قَدْ أُعْطِيَ أَنْ تَعْرِفُوا أَسْرَارَ مَلَكُوتِ اللهِ. أَمَّا الآخَرُونَ، فَأُكَلِّمُهُمْ بِأَمْثَالٍ، حَتَّى إِنَّهُمْ: يَنْظُرُونَ وَلاَ يُبْصِرُونَ، وَيَسْمَعُونَ وَلاَ يَفْهَمُونَ.
```

في إنجيل متى 13: 10-12
```
10 فَتَقَدَّمَ إِلَيْهِ التَّلاَمِيذُ وَسَأَلُوهُ: «لِمَاذَا تُكَلِّمُهُمْ بِأَمْثَالٍ؟» 
11 فَأَجَابَ: «لأَنَّهُ قَدْ أُعْطِيَ لَكُمْ أَنْ تَعْرِفُوا أَسْرَارَ مَلَكُوتِ السَّمَأوَاتِ؛ أَمَّا أُولَئِكَ، فَلَمْ يُعْطَ لَهُمْ ذَلِكَ. 
12 فَإِنَّ مَنْ عِنْدَهُ، يُعْطَى الْمَزِيدَ فَيَفِيضُ؛ وَأَمَّا مَنْ لَيْسَ عِنْدَهُ، فَحَتَّى الَّذِي عِنْدَهُ يُنْتَزَعُ مِنْهُ.
```

## محاولات تفسير الظاهرة
اقترح بارت إهرمان أن عيسى لم يُفهم بشكل عام حتى من عائلته وسكان بلدته واستشهد بإنجيل مرقس 3: 21.

## مواقع خارجية
- Jesus' Messianic Secret: Did Jesus Conceal His Identity?
- Review of Wilhelm Wrede's "The Messianic Secret"
- Is there a Messianic Secret in Mark?
- The problem of the 'messianic secret' and its most important solutions